# Pro D2 2002-03
El Pro D2 2002-03 fue la tercera edición de la segunda categoría profesional del rugby francés.

## Modo de disputa
El torneo se disputó en formato de todos contra todos en condición de local y de visitante en su fase regular, los cuatro mejores equipos clasificaron a las semifinales en la búsqueda del campeonato.
Los últimos dos equipos al finalizar el torneo descendieron directamente a la tercera división.

## Clasificación
| Pos. | Equipo             | Encuentros | Encuentros | Encuentros | Encuentros | Tantos | Tantos | Tantos | Puntos |
| Pos. | Equipo             | PJ         | PG         | PE         | PP         | F      | C      | Dif    | Puntos |
| ---- | ------------------ | ---------- | ---------- | ---------- | ---------- | ------ | ------ | ------ | ------ |
| 1.º  | Brive              | 30         | 24         | 1          | 5          | 1076   | 476    | 600    | 79     |
| 2.º  | Montpellier        | 30         | 22         | 1          | 7          | 850    | 532    | 318    | 79     |
| 3.º  | Auch               | 30         | 19         | 1          | 10         | 675    | 546    | 129    | 69     |
| 4.º  | Tarbes             | 30         | 19         | 1          | 10         | 709    | 611    | 98     | 69     |
| 5.º  | Lyon OU            | 30         | 18         | 0          | 12         | 522    | 255    | 267    | 66     |
| 6.º  | Bayonne            | 30         | 18         | 0          | 12         | 802    | 606    | 196    | 66     |
| 7.º  | Stade Rochelais    | 30         | 18         | 0          | 12         | 719    | 612    | 107    | 66     |
| 8.º  | Racing Paris       | 30         | 13         | 2          | 15         | 660    | 696    | -36    | 58     |
| 9.º  | US Dax             | 30         | 13         | 1          | 16         | 729    | 653    | 76     | 57     |
| 10.º | Toulon             | 30         | 12         | 2          | 16         | 573    | 674    | -101   | 56     |
| 11.º | Tyrosse            | 30         | 12         | 1          | 17         | 589    | 651    | -62    | 55     |
| 12.º | Aurillac           | 30         | 11         | 0          | 19         | 571    | 770    | -199   | 51     |
| 13.º | Périgueux          | 30         | 11         | 0          | 19         | 557    | 873    | -316   | 52     |
| 14.º | Sporting Club Albi | 30         | 10         | 0          | 20         | 575    | 833    | -258   | 50     |
| 15.º | Marmande           | 30         | 7          | 1          | 22         | 546    | 877    | -331   | 45     |
| 16.º | Aubenas Vals       | 30         | 5          | 1          | 24         | 497    | 992    | -495   | 41     |

## Fase Final

### Semifinal
| 2003 | Brive | 13 - 22 | Tarbes |  |  |

| 2003 | Montpellier | 28 - 24 | Auch |  |  |

### Final
| 2003 | Montpellier | 25 - 21 | Tarbes |  |  |

| Bandera de Francia  |
| Campeón Montpellier |
| Primer título       |